# Mamey
Mamey – miejscowość i gmina we Francji, w regionie Grand Est, w departamencie Meurthe i Mozela.
Według danych na rok 1990 gminę zamieszkiwały 202 osoby, a gęstość zaludnienia wynosiła 27 osób/km² (wśród 2335 gmin Lotaryngii Mamey plasuje się na 843. miejscu pod względem liczby ludności, natomiast pod względem powierzchni na miejscu 792.).

## Populacja

Populacja Mamey w latach 1962–2008